# Strijktrio (Schönberg)
Arnold Schönberg werkte aan zijn enige Strijktrio van 20 augustus 1946 tot en met 23 september 1946. Schönberg had net een hartinfarct overleefd, vandaar dat het werk soms als autobiografisch wordt gekenschetst. Echter Schönberg kon zich volgens zijn dagboekfragmenten niet helemaal herinneren wat er op de ochtend van 2 augustus 1946 is gebeurd. Hij stond op en voelde zich niet lekker, de bekende pijn-op-de-borstsymptomen haalde hij eerst wel aan, daarna ontkende hij ze. Schönberg werd door zijn vrouw en huisverpleger naar bed getild, waar hij buiten bewustzijn was.
Het strijktrio, dat hij toen schreef ging de boeken in als zeer moeilijk uit te voeren. Met name de techniek van het stuk leverde hoofdbrekens op. Ook die musici die al gewend waren aan de dodecafonie kwamen vingers te kort. Dat Schönberg zijn romantische inslag nog niet geheel verloren was, blijkt uit het begin van Episode 1, dat makkelijk 50 jaar eerder geschreven kon zijn.   
Het werk bestaat uit vijf delen:
1. Deel 1 (expositie; gepijnigd, woedend, gekweld)
2. Episode 1 (in A majeur; rustiger)
3. Deel 2 (doorwerking)
4. Episode 2 (doorwerking, onrust komt terug)
5. Deel 3 (recapitulatie en coda)

Het werk kreeg zijn eerste uitvoering aan de Harvard-universiteit in het Sanders Theater op 1 mei 1947.De faculteit muziek van die universiteit had de opdracht gegeven voor het werk, maar wel al voordat Schönberg zijn hartinfarct had.

## Discografie
Het werk heeft een uitgebreide discografie, ondanks de moeilijkheid. Thomas Mann schreef er over dat het werk dan wel moeilijk was om te spelen, maar het was wel de moeite waard. De soms onverwachte samensmelting van tonaliteit en atonaliteit leverde in zijn oren mooie muziek op. Het voltooien van een uitvoering leverde ook genoegdoening op. De eerste opnamen dateren van 1950 toen het werk werd uitgegeven.